# ФК Венеция
ФК „Венеция“ (на итал. Venezia Football Club S.r.l.) е италиански футболен клуб от едноименния град в регион Венето. Известен е с прозвищата „оранжево-зелените“ (Gli Arancioneverdi), „крилатите лъвове“ (I Leoni Alati) и „жителите на Лагуната“ (I Lagunari).
Създаден през 2015 г. с името ФК „Венеция“ (аматьорско спортно дружество) (Venezia Football Club Società Sportiva Dilettantistica), съкратено от 2016 г. на ФК „Венеция“, той е законният пазител на спортната традиция, започнала през 1907 г. с основаването на ФК „Венеция“ (Venezia Foot Ball Club), впоследствие преминава през няколко основавания и преименувания:
- AC „Венеция“ (Associazione Calcio Venezia) от 1919 до 1930, от 1945 до 1983 и от 1989 до 2005 г.
- Спортна асоциация „Серенисима“ (Società Sportiva Serenissima) през 1930 г.
- Фашистка асоциация „Калчо Венеция“ (Associazione Fascista Calcio Venezia) през 1934 г.
- „Калчо Венеция“ (Calcio Venezia) през 1983 г.
- „Калчо ВенецияМестре“ (Calcio VeneziaMestre) през 1987 г.
- Асоциация „Калчо Венеция 1907“ (Associazione Calcio Venezia1907) през 1991 г.
- Спортно дружество „Калчо Венеция“ (Società Sportiva Calcio Venezia) през 2005 г.
- ФК „Унионе Венеция“ (Foot Ball Club Unione Venezia) през 2009 г.

Отборът заема 30-о място сред италианските клубове с най-голяма спортна традиция (Tradizione sportiva FIGC) и 39-о място във Вечната ранглиста на Серия А от 1929 г. насам – категория, в която най-доброто му постижение е третото място, постигнато през сезон 1941/42.
Най-големият успех в историята на „Венеция“, е спечелената Купа на Италия през сезон 1940/41, както и 3-то място в Серия А през сезон 1941/42. В този отбор се състезават играчи като Валентино Мацола и Ецио Лоик, които напускат, за да сформират „Гранде Торино“, но загиват в самолетна катастрофа край хълма Суперга през 1949 г.
Последният сезон в Серия А е през 2002. Разочарован от отбора и невъзможността за споразумяване с управата на града за изграждането на по-голям стадион, президентът Маурицио Дзампарини решава да закупи „Палермо“, като отвежда със себе си голяма част от отбора.
През сезон 2020/21 „Венеция“ играе в Серия Б на Италия.

## История

### Основаване и първи години
ФК „Венеция“ е основан на 14 декември 1907 г. в град Венеция от около двадесет практикуващи и ентусиасти чрез сливането на футболните секции на два спортни клуба: Palestra Martial от град Местре и Costantino Reyer от Венеция. Мястото, избрано от основателите, за да даде живот на новата футболна реалия, е вече несъществуващият ресторант Da Nane in Corte dell'Orso, близо до централното игрище „Сан Бартоломео“. Сред основателите са швейцарският десен бек Валтер Емисегер от швейцарския отбор на „Винтертур“ и първи капитан на отбора, Гуидо Батисти, Антонио Борела, Джерардо Бортолети, Давиде Фано, първият президент Алдо Федеричи, известен като „Бачича“, десен халф, а след това и треньор, Пиетро Голцио, известен като „Пиопа“, Силвио Лоренцети, Пиетро Пиколи, Примо Питери, Алесандро Санти, Марчело Санти, Луиджи Вианело, Пиетро Визинтин и Марио Виванте.
В онези години мачовете на отбора се провеждат в боровата гора на венецианския квартал „Сант'Елена“, като се грижат и за начертаването на линиите на полето. Тренировките се провеждат в лагера Киовере. Първите мачове на „Венеция“ се играят срещу отбори от Венето: „Падова“, „Верона“ и „Виченца“, както и срещу екипажите на корабите, пристигащи на пристанището на Венеция. Първият мач, изигран от „Венеция“, е на 22 декември 1907 г. срещу отбора на „Виченца“, завършил 1:1.
Между 1908 и 1910 г. „Венеция“ изиграва два шампионата от тогавашната Трета категория, заменени с един от Първа категория, изигран през 1909 г. При дебюта си в първенството на топ серията отборът е допуснат директно до полуфинала като единствен представител на Венето срещу шампионите от Ломбардия, но в двете срещи с „Миланезе“ „Венеция“ е буквално засипан от голове (загуба в първия мач със 7:1 и във втория с 11:2), доказвайки, че все още не е конкурентоспособен в Първа категория.

### 1910-те години
От първенството 1910/11 „неровердите“ се установяват здраво в Първа категория и през сезон 1911/12 „Венеция“, след като печели в категорията на Венето-Емилия, стига до националния финал срещу „Про Верчели“, като претърпява загуба със 7:0 в първия мач и с 6:0 във втория. На 7 септември 1913 г. е открито спортното игрище на Сант'Елена, което има ограда, съблекални и покрита трибуна за повече от 500 зрители.
В сезон 1914/15 – последният шампионат, изигран преди войната, „неровердите“ отиват в Серия А на полуфинала с „Казале“, „Дженоа“ и „Ювентус“ и веднага са елиминирани. През Първата световна война футболната дейност във Венеция не спира напълно благодарение на ангажимента на малкия лагунен клуб Aurora FBC. Сред играчите, които се отличават в този период, са тримата чужденци от Триест, граждани на Австро-Унгария по онова време – Силвио Щрицел, Рикобон и Маринчич, в допълнение към силния централен нападател Умберто Векина.
През април 1919 г. в палат „Грити-Факанон“, в тогавашния щаб на ежедневника „Гадзетино“, членовете на Venezia FBC и Aurora FBC – малък венециански клуб, решават да обединят усилията си, като преименуват „неровердите“ на АС „Венеция“ (Associazione Calcio Venezia). По този повод правителството допринася за начинанието с изключителния си принос от 40 000 лири като компенсация за използването на спортното игрище като военна база.

### 1920-те години
След период на възходи и падения, през който отборът изпада във Втора дивизия през 1921/22 г. след плейоф с „Риваролезе“ (нерегламентиран, но организиран от Италианската футболна федерация след първоначалното изпадане на „Интер“ и компромиса „Коломбо“), отборът е върнат в Първа дивизия в края на сезон 1925/26. Първата дивизия обаче, след реформа на първенствата и създаването на новия шампионат от топ серията – Националната дивизия, вече не е топ серия, а второто ниво на италианските първенства.
По този начин през 1926/27 г. „Венеция“ участва в първенството на Първа дивизия, класирайки се на 6-о място от десет участници. Междувременно на 8 май 1927 г., след дълъг ремонт, е открито новото фашистко спортно игрище в квартал Сант'Елена в присъствието на министъра на финансите Джузепе Волпи и президента на CONI Ландо Ферети, като обновената структура вече има капацитет 10 000 зрители.
В Първа дивизия, също през сезон 1927/28, венецианците завършват на второ място в група А след „Аталанта“ и след това автоматично са допуснати до Националната дивизия с резолюция на Италианската футболна асоциация заедно със седем други отбора:
| „                                                                                                 | В следващия сезон в шампионата на Националната дивизия ще участват 32 отбора, които ще играят в две групи по 16 ... Регистрацията ще приключи на 10 юли. Въз основа на получените регистрации Управлението на федерацията ще създаде групите и съответно ще определи различните отбори, които ще бъдат промоцирани. Засега обаче можем да ви кажем, че още осем отбора ще влязат в Националната дивизия освен очакваните, следвайки в избора политически, както и спортни критерии. В допълнение към 24-те, които вече имат право, следните отбори ще отидат в топ категорията: „Елас“, „Реджана“, „Триестина“ (независимо от мястото, което тя заема в класирането, но в знак на почит към останалите титли на Nobilissima Trieste), „Фиорентина“, „Леняно“, „Миланезе“, „Венеция“ и „Прато“, като се има предвид, че тосканският град има повече от 155 регистрирани играчи ... " | “ |
| Резолюция на Итал. футболна федерация, публикувана във в. „Ла Стампа“ на 29 юни 1928 г., стр. 5.) | |   |

Двете групи от така създадените 16 отбора биха имали двойната цел както спечелването на титлата за 1929 г., което по очевидни времеви причини в този случай няма да се играе на финален турнир, а чрез повторното въвеждане на финала за последен път, така и разделянето на дружествата на една елитна група и на друга за следващите сезони. По-конкретно, половината от дружествата биха съставлявали „Национална дивизия Серия А“, класираните между 9-а и 14-а позиция – „Национална дивизия Серия Б“ заедно с четирите победители от Първа дивизия, докато последните два класирани от всяка група дори биха били отнесени към Първа дивизия. „Венеция“, след няколко победи (5:2 над „Про Верчели“) и тежки загуби (10:2 поражение в Милано от „Амброзиана“ с 5 гола на Меаца), стига до 11-о място и изпада в Серия Б.
Участието в Националната дивизия води до трудна финансова ситуация за „Венеция“ до такава степен, че се отказва от първото си пътуване до Фиуме през шампионата 1929/30 г., макар че все пак успява да се спаси в края на турнира от Серия Б. Лятото на 1930 г. донася някои новини със смяната на името, което е начин да се избегне това големият размер на натрупаните дългове да повлияе на отбора. Новият клуб е преименуван на Спортно дружество „Серенисима“ (Società Sportiva Serenissima) и цветовете му също са променени с приемането на венецианското червено от флага на Лъва на Сан Марко, а на гърдите на футболистите е поставен класическият крачещ лъв.

### 1930-те години
През май 1931 г., по случай Международното гимнастическо състезание за жени, венецианският стадион „Сант'Елена“ е кръстен на авиатора Пиер Луиджи Пенцо.
С новото си име „Венеция“ оспорва четири шампионата в Серия Б, но в края на сезон 1933/34 отборът е обречен от изпадане. След това обаче изпадането е отменено поради разширяването на категорията през следващия сезон, като отборите участници от 26 стават 32. Дружеството успява да запази мястото си в Серия Б, но това не е единствената новост за сезон 1934/35 – назначен е извънреден комисар в лицето на Томазо Паскуали, а от 1 август 1934 г. дружеството се завръща, за да бъде наречена Фашистка асоциация „Калчо Венеция“ (Associazione Fascista Calcio Venezia). Освен това има връщане към традиционните черно-зелени цветове. В края на шампионата „Венеция“ изпадна в зараждащата се Серия Ц.
Първият опит в Серия Ц е много кратък, защото венецианците веднага печелят шампионата, изпреварвайки „Виченца“, „Удинезе“ и „Падуа“, и се завръщат в Серия Б, достигайки през същата година и осминафиналите на Купата на Италия, където са победени с 2:0 от „Лацио“. Силата на тази формация е „желязната група полузащитници“ Варини-Бифи-Косовел. През следващия сезон в Серия Б „Венеция“ е спасена благодарение на квалификационен турнир, изигран между „Про Верчели“, „Месина“ и „Катания“, които достигат предпредпредпоследното място заедно с „неровердите“. Въпреки двупосочния турнир по италиански (т.нар. torneo all'italiana) четирите отбора завършват с равни точки. Само по-нататъшните плейофи на неутрален терен карат „Венеция“ да играе за спасение в решаващия мач, изигран в Рим на 11 юли 1937 г., срещу „Катания“ и спечелен с 4:0. През същата година „Венеция“ достига осминафинала в Копа Италия срещу „Милан“. Сред играчите, които се отличават в този период от историята на „Венеция“, са Джовани „Нане“ Векина, тогава многократен шампион на Италия с „Ювентус“ и италианския национален отбор, вратарят Де Сандзуане и Алдо Горини, които през 15-годишната си кариера носят само екипа на Лагуната.
През 1937 г., с възхода на президентския пост на Арналдо Бенати, започва период на голям възход за „Венеция“. Новият президент възстановява черно-зеленото общество от нулата. В шампионата на Серия В от 1937/38, в който „Венеция“ завършва осми, Бенати поставя основите за следващия сезон, последван от важни играчи като Виктор Тортора и Джовани Алберти, които в края на шампионата идват в отбора. През сезон 1938/39 „Венеция“ стартира с големи амбиции, като успява да спечели промоция в Серия А благодарение на второто място след „Фиорентина“. То е постигнато в последния ден, когато отборът печели мача в Бергамо срещу „Аталанта“ (1:0), заставайки редом с нея в класирането и получавайки повишение благодарение на по-доброто съотношение на головете. Победният гол, отбелязан пред 5000 фенове, е на Франческо Перниго, който все още е играчът на „Венеция“, вкарал най-много голове (45) в шампионатите, играни в Серия А. Сред големите архитекти на промоцията е и Джузепе Джирани – треньор, който поема поста в настоящото първенство и който ръководи „венецианците“ и през следващия сезон. Джирани е много важна фигура във венецианския футбол от онази епоха и по-късно заема важни управленчески роли.
Участието в Серия А води до ново обновяване на стадион „Пиер Луиджи Пенцо“ с капацитет, който се удвоява от 10 000 на 22 000 души след разширенията на съществуващите трибуни и стъпала, а завоите се трансформират със стъпала.

### 1940-те: периодът на славата
Със завръщането си в Серия А след 12 г. отсъствие отборът на „Венеция“ набира сили. Пристигат Луиджи Бузидони, Силвио Ди Дженаро, Лидио Стефанини, но преди всичко дебютира Валентино Мацола, който ще се окаже най-силният играч, който някога е носил фланелката на „Венеция“. На военна служба във Венеция, морякът Мацола, след като се откроява в Campo dei Bacini, като играе на срещи между военни представители, прави проба във „Венеция“, която след това го купува от „Алфа Ромео Милано“ (тим от Серия Ц). В шампионата „Венеция“, след като се възползва от лукса да победи у дома бъдещите италиански шампиони на „Амброзиана Интер“, завършва първенството с чест на десето място. Тимът през онези години толкова впечатлява националната преса, че дори се обмисля възможността за „трансплантация“ на блокадата на „Венеция“ в националния отбор. През този сезон обаче играчът на „Венеция“ Гуидо Корбели отива в националния отбор на Италия.
Сезонът 1940/41 кара „Венеция“ да влезе в аналите на италианския футбол. За подсилване на играчите, тренирани от Джовани Батиста Ребуфо, пристигат Джан Емилио Пиаца, Ланфранко Алберико, но преди всичко Ецио Лоик от Риека. Последният, купен от „Милан“, прави страхотно дуо леви бекове заедно с Мацола, като двамата са късметът на „Венеция“, а впоследствие и на „Гранде Торино“. Ако „Венеция“ не надхвърля 12-о място в лигата, то той стига до финала на Купата на Италия с „Рома“. След равенството 3:3 в Рим, при което венецианците изравняват след първоначалния хеттрик на римския играч Амедео Амадеи, на стадион Пенцо „Венеция“ успяват да победи „Рома“ с 1:0 благодарение на гола на Лоик. „Венеция“ печели Купата на Италия и за първи път вписва името си в златния регистър на националните трофеи благодарение на следната формация: Джорджо Фиораванти, Джан Емилио Пиаца, Силвио Ди Дженаро, Виктор Тортора (капитан), Сандро Пупо (играчът с най-много изяви в серия A на „Венеция“ – 145), Лидио Стефанини, Хуан Агостино Алберти, Ецио Лоик, Франческо Перниго, Алфредо Диоталеви, Валентино Мацола, Ланфрано Алберико.
На следващата година, с трикольора на Копа Италия на гърдите, „Венеция“ дори има под ръка Скудетото. Дуото Лоик-Мацола дава всичко от себе си, докато Перниго вкарва 12 гола в лигата. Няколко неделни от края неровердите имат възможност да възспрат „Рома“, като ги приемат в Пенцо, но след като пропускат дузпа, те губят невероятно играта, компрометирайки шампионата. Оставането в състезанието до края и победата над „Торино“ с 3:1 на стадион „Пенцо“ губят смисъл. Шампионатът е спечелен от „Капитолия“ с 42 точки пред „Торино“ (39) и „Венеция“ (38). Това е прекалено очевиден завършек, който огорчава дълбоко президента Бенати.
„Венецианците“ нямат по-добър късмет с Купата на Италия, където са победени на полуфинала от „Милан“ с 2:1. На 5 април 1942 г. Лоик и Мацола дебютират в националния отбор в мача, спечелен с 4:0 срещу националния отбор на Хърватия.
Продажбата през лятото на 1942 г. на Лоик и Мацола на „Торино“ за значителната сума от един милион лири, към която се добавя напускането на Пиаца, разбива отбора, който през следващия сезон в Серия А е трудно спасен, макар че достига още веднъж финала на Купата на Италия, където е победен с 4:0 от „Милан“ в Торино, като гол е отбелязан и от Мацола. На следващата година Италия е разкъсана на две от войната и се играе намалено първенство, ограничено до Горна Италия, т.нар. Campionato Alta Italia. „Венеция“ успява да достигне до финалния триъгълник със „Специя“ и „Торино“, които са първите, които се налагат благодарение и на поражението на „Венеция“ (2:5) в последния мач срещу бившите си играчи Лоик и Мацола.
Националният футбол се завръща след войната с шампионата Alta Italia 1945 – 1946. „Венеция“ е предпоследна пред „Сампиердаренезе“. На следващата година Серия А е възстановена и въпреки 13-те гола на Валериано Отино (най-добрият голмайстор в сезон на Серия А за „Венеция“), „неровердите“ изпадат в Серия Б заедно с „Бреша“. В същото време Арналдо Бенати напуска президентския пост и след десетилетие на футбол на високо ниво започва период на корпоративна несигурност.
През сезон 1947/48 „Венеция“ достига отличното четвърто място, докато през следващата година спортният директор Джузепе Джирани и треньорът Марио Вилини дори успяват да изведат отбора на второ място в шампионата на Серия Б, като той се издига в топ серията заедно с „Комо“ и изпреварвайки „Виченца“ само с една точка. Това са двете години, в които се откроява нападателят Адриано Дзека, автор на общо 39 гола, подкрепян добре в годината на издигането от Лидио Масагранде и Марио Реносто, известен като „Точето“. Тогава обаче „Венеция“ е в големи икономически и корпоративни затруднения до такава степен, че през годината от Серия А тя се председателства от регентски съвет. След като голмайсторът Дзека е продаден на „Рома“, „Венеция“ не се оказва достойна за топ серията, завършвайки на последно място в класирането само с 16 точки. След като сменя трима треньори и понася доста поражения, мечтата за завръщане в Серия А приключва само след една година. През лятото на 1950 г. Марио Реносто е продаден на „Милан“, който веднага печели скудетото с „росонерите“.

### 1950-те години
Започва противоречив период, в който „Венеция“ след Бенати плаща от една страна за липсата на солидна среда около дружеството и от друга – за определено бездействие на общинските администрации при логистичната подкрепа за „Венеция“.
И в Серия Б отборът не блести особено, като се отдалечава от водещите позиции въпреки нападателя си Пиетро Брочини, способен да вкара 20 гола. Положението се влошава през сезон 1951/52, където дори няма да е необходимо да се извика треньорът от последното повишение в топ серията Марио Вилини, за да се избегне изпадането в Серия Ц. Това са години, в които се прави .първи опит да се даде подтик на местните младежи като Гастоне Нордио, Джулио Бонафин, Джорджо Стиванело, много от които правят добра кариера в по-горните дивизии.
Периодът в серия Ц продължава четири години, като по средата му има възход при президентството на Марио Валери Манера, който дава нов тласък на венецианската асоциация. През сезон 1953/54 „Венеция“ се доближава до промоцията, като завършва на трето място само с една точка от „Арсеналтаранто“ благодарение на 12-те гола на Лучано Срокаро. Истинският преломен момент настъпва през сезон 1955/56, когато Карло Алберто Куарио е извикан на черно-зелената пейка и успява да вкара „Венеция“ в Серия Б от първия път. Това е тежък шампионат, при който венецианците трябва да се изправят срещу противниците си „Самбенедетезе“ и „Карбонсарда“ до окончателната победа в последните два дни. След равенството в Марке, последвалата победа с 2:0 на стадион Пенцо над „Карбонсарда“ позволява на „Венеция“ да спечели промоцията заедно със „Самбенедезе“ на първо място и преодолявайки „Карбонсарда“ с една точка. Промоция, базирана на група играчи, които донасят успехи и през следващите години: вратарят Луиджи Бертоси, защитниците Дино Франи и Марио Тескони, полузащитникът Серджо Мион и тримата страхотни голмайстори като Джорджо Боцато, Джовани Калегари и Паоло Баризон, успели през следващия сезон да поставят венецианците на най-високите позиции в Серия Б. Баризон след това се мести в „Дженоа“, а по-късно в „Милан“ и след това дебютира в националния отбор. Треньорът Куарио е отличен с приза „Златният сеяч“ (Semminatore d'oro) за първия си сезон в Серия Б с „венецианците“.
Въпреки продажбата на Баризон „Венеция“ в годината на 50-ата годишнина от основаването си се бори докрай за издигане в Серия А. Победата у дома от лидерите „Триестина“ и последвалото поражение от „Палермо“ компрометират надпреварата за второто място в полза на „Бари“ само няколко дни след края. Година, която обаче вади на бял свят много млади хора от незначителни венециански отбори като Луиджи Милан, Франческо Канела, Марио Ардицон, Бруно Чиконя и вратаря Джовани Бубако.
В шампионата 1958/59 председателството преминава към извънредния комисар Бруно Боканегра, който го заема в продължение на две години. Сезонът не е особено блестящ с финалното 9-о място за отбора. Участието в Купата на Италия е много по-добро – „неровердите“ са елиминирани на полуфинала от „Интер“ и след това губят финала за третото място с 1:2 за „Дженоа“.
След четири години Карло Алберто Куарио напуска венецианската скамейка и е наследен от Джовани Костанцо, но резултатите са по-ниски от очакваните. В края на шампионата „неровердите“ делят третото последно място със „Симентал Монца“ и „Таранто“. В плейофите „Венеция“ след поражението от „Монца“ (0:2) успява да спечели срещу „Таранто“ (4:2), но в крайна сметка изпада в Серия Ц, след като не успява да победи „Монца“.

### 1960-те години
През сезон 1960/61 предприемачът Анаклето Лигабуе се издига на върха на компанията като комисар, който веднага извежда Карло Алберто Куарио на скамейката. Изборът се оказва печеливш за пореден път, тъй като „лагунарите“ играят перфектно първенство, което ги вижда близо до първото място, преди „Мантуа“ и „Палермо“. Печеливш отбор, в който е открояван младият венецианец Джани Роси, както и многото новопристигащи играчи през този сезон като Вирджинио Де Паоли, Серджо Фрасколи, Джани Гроси и най-вече нападателят Луджи „Джино“ Рафин, автор на 17 гола. Триумфът е отпразнуван с традиционното водно шествие на фенове, които от стадион Пенцо до Пиаца Сан Марко радостно обграждат бисоната-та (традиционна венецианска лодка) с играчите на борда.
Шампионатът от Серия А 1961/62 е много задоволителен сезон за „Венеция“, който под председателството на граф Джовани Волпи ди Мизурата е спасен, като печели 12-о място пред „Ювентус“, победен с 3:0 на стадион „Сант'Елена“. След като купува силния полузащитник Хуан Сантистебан от „Реал Мадрид“, „зелено-черните“ след труден старт изиграват добро първенство, получавайки удовлетворението да бият на стадион „Пенцо“ с 25 хиляди души, дори „Милан“ на Джорджо Геци и Джими Грийвс, който след това печели шампионата с резултат 2:1 с голове на Бруно Сичилиано и Рафин. Рафин показва стойността си в Серия А, като вкарва 11 гола.
На следващата година, след отличния дебют на стадион „Сан Сиро“ срещу шампиона на Италия „Милан“, завършил 3:3, „Венеция“ завършва първия кръг само с 11 спечелени точки. Във втория кръг „Милан“ е бит на стадион „Пенцо“ с 2:1, но поради хвърлена бутилка на терена, която удря играча на „Милан“ Марио Давид, принуждавайки го да се оттегли, за първи път в историята на италианския футбол се прилага служебна загуба заради правилото за строга отговорност. „Лагунарите“, които не могат да се възстановят освен с победата на гостите с 4:1 във Флоренция (най-добрата в серия А в дългата история на „венецианците“), първенството завършва с изпадането на отбора в Серия Б. В края на сезона има много напускания, като се започне с треньора Карло Алберто Куарио и се свърши с Джино Рафин, автор на 39 гола в три първенства.
В следващите две първенства „лагунарите“ играят в Серия Б, достигайки съответно 14-о и 13-о място. На върха на дружеството е Марио Гато, който заема позицията на комисар почти четири сезона. През третия сезон „Венеция“ за пореден път успява да получи промоция в Серия А. Бившият национал Армандо Сегато е призован да ръководи отбора, докато към Силвано Менкачи, Гаетано Салвемини и младия Дино Д'Алеси се присъединяват Лучо Бертоня и Феручо Мацола – син на незабравимия Валентино Мацола. „Венеция“ завършва първенството на първо място, изпреварвайки „Леко“ с една точка.
В Серия А „Венеция“ остава само един сезон. Има няколко причини за изпадането. Ако от една страна венецианските предприемачи не подкрепят талантливия Марио Гато на върха на дружеството, от друга администраторите отново губят възможността да построят новия стадион. Дори кампанията за покупки не е от най-успешните, защото, след като младият Дино Д'Алеси е продаден, са купени двама чужденци – Педро Манфредини и Виктор Бенитес, които се намират в лоша форма. През първите 6 дни „неровердите“ събират само 3 точки, след което във Венеция и Флоренция следват трагични дни на наводнения. Но докато на „Фиорентина“ ѝ е дадено отлагане на мачовете, „Венеция“ е принудена да стигне до Каляри с импровизирани средства. Отборът губи с 4:0, но в крайна сметка публиката в Каляри, поразена от драмата, която град Венеция преживява, дарява „венецианците“ с дълги аплодисменти. Седем дни преди края, докато Венеция все още се бори за спасение, на „Пенцо“ играе „Интер“ със Сандро Мацола и Марио Корсо, на което „Венеция“ отговаря с Педро Манфредини и Лучо Бертоня. Тогава съдията Збардела първо присъжда наказание на „нерадзурите“, което дава предимство на „Интер“, след което отменя два гола на Манфредини. В края на този мач съдията напуска стадиона, а „неровердите“ губят всякаква надежда за спасение, завършвайки шампионата на последно място с „Леко“.
В шампионата 1967/68 „Венеция“ потвърждава много от играчите от предходната година, но плаща висока цена заради корпоративната си несигурност, която едва накрая вижда като президент индустриалеца Бруно Бигатон. Това не би могло да не повлияе на представянето на отбора, който е жертва на невероятния баланс в шампионата, в който пет отбора достигат предпредпоследното място. Следват дълги плейофи, които, разделени на две фази, виждат Венеция на терена седем пъти. За съжаление отборът губи трите мача от втората фаза с „Леко“, „Дженоа“ и „Перуджа“, и е осъден на изпадане в Серия Ц. Президентът Бигатон, за да се опита да съживи отбора, извиква Карло Алберто Куарио, но дори и той не успява да съживи отбора. След сезон в Серия Ц, в който приключва в средата на таблицата, през следващия сезон Куарио е уволнен още в първия кръг. Наследникът му Джорджо Серени не знае как да се справи по-добре. Куарио с осем завършени шампионата плюс няколко месеца, е треньорът с най-голямата значимост в историята на „Венеция“.

## Настоящ състав
Към 16 октомври 2020 г.

## Успехи
Купа на Италия
- Победител(1): 1940 – 41

Серия Б
- Шампион(2): 1960 – 61; 1965 – 66
  - Вицешампион(3): 1938 – 39; 1948 – 49; 1997 – 98
    - Трето място (промоция за Серия А) (1): 2000 – 01

Серия Ц1
- Шампион (2): 1935 – 36; 1955 – 56
  - Вицешампион (1): 1990 – 91

Серия Ц2
- Шампион (1): 2005 – 06
  - Вицешампион (1): 1987 – 88

Серия Д
- Шампион (2): 1982 – 83, 2011 – 2012
  - Вицешампион (1): 1978 – 79

19 сезона в Серия А
39 сезона в Серия Б
28 сезона в Серия Ц
3 сезона в Серия Д

## Известни футболисти
- Йоаким Бьорклунд
- Даниел Андерсон
- Игор Будан
- Марио Цвитанович
- Томислав Рукавина
- Марко Делвекио
- Маурицио Ганц
- Флавио Рома
- Масимо Таиби
- Кристиан Виери
- Пабло Гарсия
- Алваро Рекоба
- Ний Ламптей
- Рубен Малдонадо
- Луис Оливейра
- Мансини
- Пауло Да Силва
- Кристиано Дзанети
- Кевулай Конте
- Федерико Магалянес
- Стефано Мороне
- Шаблон:Пасинато, Антонио
- Деян Петкович
- Фабио Фирмани

## Треньори
- Алберто Дзакерони – 1990/1993
- Лучано Спалети – 1999/2000
- Чезаре Прандели – 2000/2001
- Чезаре Прандели – 2001/2002

## Български футболисти
- Радослав Кирилов: 2014 (наем) - (11 мача - 2 гола)
- Петко Христов: 2019 (наем) - (19 мача - 3 гола)